# Палос-Вердес (Каліфорнія)
Палос-Вердес (англ. Palos Verdes Estates) — місто (англ. city) в США, в окрузі Лос-Анджелес штату Каліфорнія. Населення — 13 347 осіб (2020).

## Географія
Палос-Вердес розташований за координатами 33°47′11″ пн. ш. 118°23′42″ зх. д. / 33.78639° пн. ш. 118.39500° зх. д. (33.786519, -118.394911).  За даними Бюро перепису населення США в 2010 році місто мало площу 12,36 км², з яких 12,36 км² — суходіл та 0,00 км² — водойми.

## Демографія
Згідно з переписом 2010 року, у місті мешкало 13 438 осіб у 5066 домогосподарствах у складі 4083 родин. Густота населення становила 1087 осіб/км².  Було 5283 помешкання (427/км²).
Расовий склад населення:
| - 77,0 % — білих - 17,3 % — азіатів - 1,2 % — чорних або афроамериканців - 0,2 % — корінних американців - 0,1 % — вихідців з тихоокеанських островів |

До двох чи більше рас належало 3,6 %. Частка іспаномовних становила 4,7 % від усіх жителів.
За віковим діапазоном населення розподілялося таким чином: 23,2 % — особи молодші 18 років, 52,6 % — особи у віці 18—64 років, 24,2 % — особи у віці 65 років та старші. Медіана віку мешканця становила 49,9 року. На 100 осіб жіночої статі у місті припадало 95,2 чоловіків;  на 100 жінок у віці від 18 років та старших — 93,0 чоловіків також старших 18 років.
Середній дохід на одне домашнє господарство  становив 245 922 долари США (медіана — 174 500), а середній дохід на одну сім'ю — 263 731 долар (медіана — 206 083). Медіана доходів становила 156 420 доларів для чоловіків та 96 350 доларів для жінок. За межею бідності перебувало 3,6 % осіб, у тому числі 3,0 % дітей у віці до 18 років та 4,4 % осіб у віці 65 років та старших.
Цивільне працевлаштоване населення становило 5616 осіб. Основні галузі зайнятості: науковці, спеціалісти, менеджери — 23,2 %, освіта, охорона здоров'я та соціальна допомога — 19,2 %, фінанси, страхування та нерухомість — 15,3 %, виробництво — 13,2 %.